# Институт конструкторско-технологической информатики РАН
Институт конструкторско-технологической информатики Российской академии наук (ИКТИ РАН) — научно-исследовательское учреждение в структуре Отделения нанотехнологий и информационных технологий Российской академии наук, ведущее фундаментальные и прикладные исследования в области конструкторско-технологической информатики.

## Краткие сведения
Полное наименование — федеральное государственное автономное учреждение науки Институт конструкторско-технологической информатики Российской академии наук.
Основан в 1991 г, как реализация идеи интеграции науки и образования в области конструкторско-технологической информатики. Более 19 лет институт возглавлял член-корреспондент РАН Соломенцев Юрий Михайлович, ректор, а позднее Президент МГТУ СТАНКИН . С июня 2012 года директор Института — д-р. техн. наук, Шептунов Сергей Александрович.

## Историческая справка
Институт создан в соответствии с постановлением-приказом Президиума Академии наук СССР от 19 июня 1991 г. № 42 и Государственного комитета РСФСР по делам науки и высшей школы от 26 июня 1991 г. № 582 как Институт конструкторско-технологической информатики Академии наук СССР.
Институт переименован в Учреждение Российской академии наук Институт конструкторско-технологической информатики РАН (постановление Президиума РАН № 274 от 18 декабря 2007 г.), а позднее в федеральное государственное бюджетное учреждение науки Институт конструкторско-технологической информатики Российской академии наук (постановление Президиума РАН № 262 от 13 декабря 2011 г.).
В 2013 году федеральное государственное бюджетное учреждение науки Институт конструкторско-технологической информатики Российской академии наук передано в ведение Федерального агентства научных организаций.
В соответствии с приказом Федерального агентства научных организаций от 18 сентября 2017 г. № 599 создано федеральное государственное автономное учреждение науки Институт конструкторско-технологической информатики Российской академии наук путем изменения типа существующего федерального государственного бюджетного учреждения науки Института конструкторско-технологической информатики Российской академии наук.
В 2018 году  Институт передан в ведение Министерства науки и высшего образования Российской Федерации.

## Направления исследований
Институт ведет исследования по следующим направлениям:
Системы автоматизации, CALS-технологии;
Математические модели и методы исследования сложных управляющих систем и процессов;
Фундаментальные проблемы социодинамики сложных наукоемких производств;
Глобальные и интегрированные информационно-коммуникационные системы и сети;
Информационные технологии;
Системный анализ и обработка данных;
Предикативный анализ сложных систем;
Фундаментальные и прикладные проблемы создания распределенной информационно-вычислительной среды сложных наукоемких производств;
Фундаментальные проблемы когнитивно-ориентированных технологий представления и обработки конструкторско-технологических знаний;
Математическое моделирование и информационные процессы в производственных и технологических системах машиностроения;
Математическое и физическое моделирование перспективных конструкций, материалов и технологий в машино- и приборостроении;
Теоретические основы и базовые принципы нанометрологии в технических системах;
Основы получения нанокомпозитных материалов, наноструктурированных многослойно-композиционных покрытий.

## Структура
В составе института ведется обучение в аспирантуре (отдел аспирантуры) и работают 4 базовые лаборатории:
Лаборатория №1 «Интегрированные автоматизированные машиностроительные системы»;
Лаборатория №2 «Математическое моделирование машиностроительных систем»;
Лаборатория №3 «Информационные процессы в автоматизированных машиностроительных системах»;
Лаборатория №4 «Фундаментальные исследования основ ассистирующей мехатроники».
В соответствии с распоряжением Правительства Российской Федерации от 24 октября 2020 г. №2744-р в ИКТИ РАН создано структурное подразделение – Научный центр мирового уровня «Цифровой биодизайн и персонализированное здравоохранение» Института конструкторско-технологической информатики Российской академии наук (НЦМУ «ЦБиПЗ» ИКТИ РАН). Работа центра ведется в составе консорциума. Координатор консорциума – Первый МГМУ им. И. М. Сеченова Минздрава России, члены: ИБМХ им. В. Н. Ореховича, ИСП РАН, НовГУ им. Ярослава Мудрого, ИКТИ РАН. Директор НЦМУ «ЦБиПЗ» ИКТИ РАН - д-р. техн. наук, профессор Червяков Леонид Михайлович.